# Jüdischer Friedhof (Zoppot)
Koordinaten: 54° 27′ 3″ N, 18° 32′ 46″ O

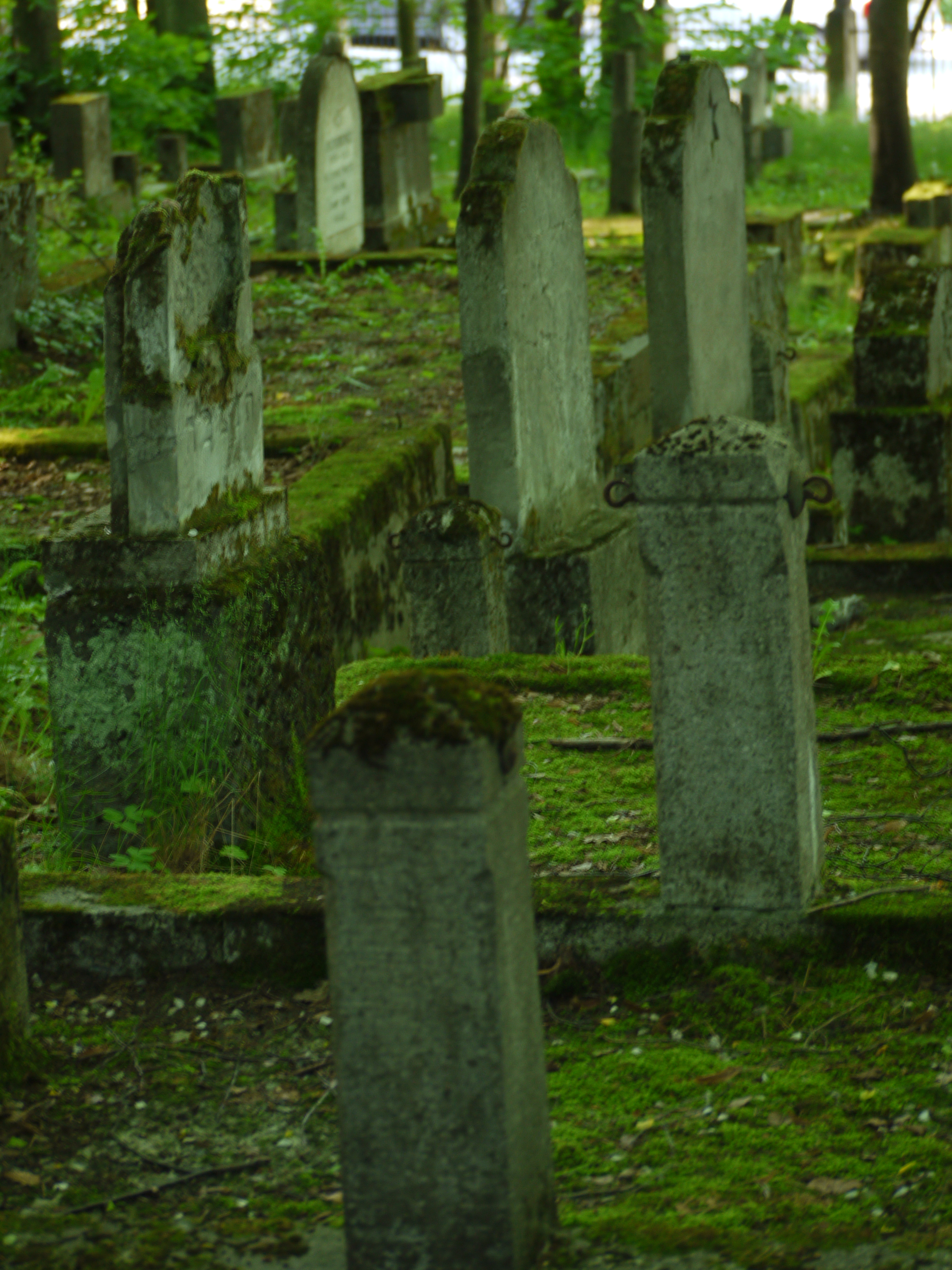
Jüdischer Friedhof in Zoppot (2013)

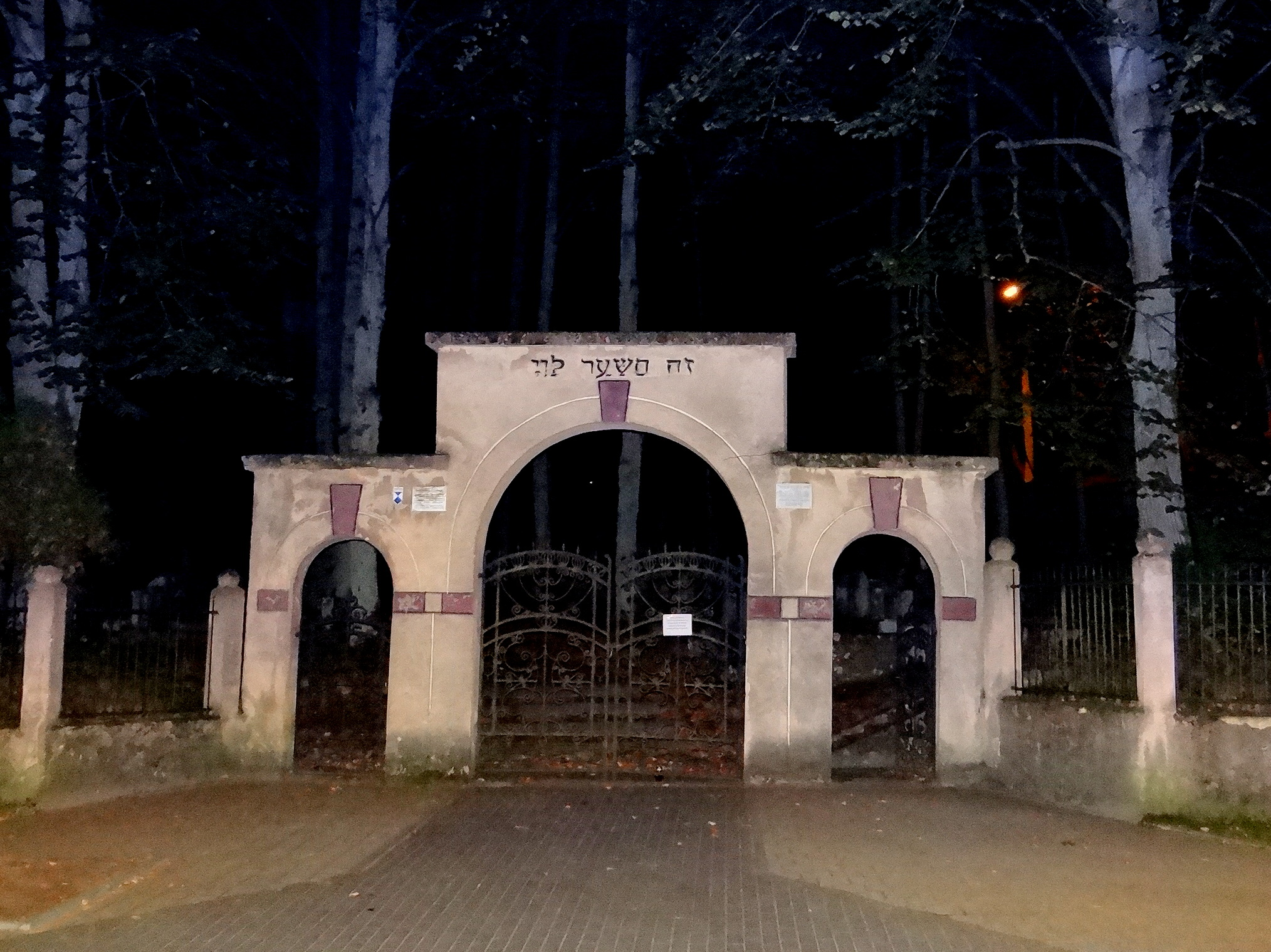
Eingangsportal

Der Jüdische Friedhof in Zoppot (Cmentarz żydowski w Sopocie) liegt in Sopot (Zoppot), einer Stadt in der polnischen Woiwodschaft Pommern. Er wurde 1913 angelegt. Der Jüdische Friedhof ist ein geschütztes Kulturdenkmal und 0,5 Hektar groß.

## Geschichte
Der Badeort an der Ostsee hatte im 19. Jahrhundert einen rasanten Aufschwung genommen und war besonders auch bei jüdischen Badegästen aus Westpreußen und Polen beliebt. Seit 1860 können jüdische Einwohner nachgewiesen werden, die sich der Gemeinde in Neustadt in Westpreußen (heute Wejherowo) anschlossen. 1910 lebten 86 Juden in der Stadt, ihre Zahl hatte sich in 15 Jahren mehr als verdoppelt. Sie gründeten 1912 eine eigene Gemeinde und legten 1913 den Friedhof an der Groß Katzerstraße an, zeitgleich wurde mit dem Bau der Roonstraßen-Synagoge begonnen.
Gegenüber dem Friedhof befanden sich der evangelische und der katholische Friedhof, die später in Hände der Stadt übergingen.
Der Friedhof wurde 1948 offiziell geschlossen, verwilderte zusehends und Metallgegenstände fielen Plünderungen zum Opfer. 1983 wurde er unter Schutz gestellt und bis 1989 wieder in Stand gesetzt.

## Zustand
Nur wenige Grabsteine haben heute noch lesbare Inschriften. Neben hebräisch, sind sie in deutsch, polnisch oder russisch verfasst, da Zoppot und Danzig Durchgangsorte für viele Emigranten nach Amerika waren. Das Eingangsportal mit der hebräischen Inschrift „Ze Szaar L'Adonaj“ (Das Tor zu Gott) ist das einzig erhaltene in der ganzen Woiwodschaft Pommern.
Der Friedhof befindet sich heute in der ul. Malczewskiego 32.